# Собор Христа Спасителя (Приштина)
Собор Христа Спасителя (серб. Саборни храм Христа Спаса/Saborni hram Hrista Spasa u Prištini) — недостроенный православный храм Сербской православной церкви, расположенный в Приштине, Косово.

## История
Старая Сербская православная церковь Христа Спасителя была построена в XIV веке в старой части города Приштина. В 13-м и 14-м веках сербские короли возвели 12 других православных церквей и монастырей в Приштине, где также был королевский двор, используемый сербскими монархами. С приходом османской оккупации церковь Христа Спасителя была снесена (как и другие христианские святыни), а её материал был использован для строительства мечети Пиринез (одна из главных приштинских мечетей сегодня). Только в XIX веке сербам было разрешено построить свою первую церковь в Приштине после четырёх веков. Это была маленькая церковь Святого Николая. Однако с увеличением сербского населения Приштины сербы решили построить новую церковь после Второй мировой войны. Коммунистические власти категорически отказались дать свое разрешение и даже конфисковали всю церковную собственность в городе. Только после 1989 года земельный участок и разрешение властей на строительство были наконец получены. Строительство церкви началось в 1993 году. По проекту профессора Спасое Крунич и профессора Любиша Фолич. Золотой крест был установлен на вершине купола в 1999 году, когда здание пришлось остановить из-за восстания ОАК в провинции и бомбардировки НАТО Сербии. Церковь была оставлена недостроенной, и после трех лет постоянной защиты СДК теперь остается окруженной только колючей проволокой. Косовские албанские экстремисты подожгли церковь 13 июля 1999 года, а через несколько недель в здании произошёл взрыв.
Возведение храма на территории кампуса Приштинского университета было начато в 1992 году и должно было закончиться к 1999 году. Это строительство не приветствовалось населением Косово, исповедующим преимущественно ислам.
С началом Косовской войны строительство было остановлено. Различные представители косовской интеллигенции, называя собор символом правления Слободана Милошевича, призывали к его сносу.
В настоящее время право собственности на здание и землю, на которой оно расположено, оспаривается между Сербской православной церковью и современным Приштинским университетом.
10 июня в храме впервые за 20 лет прошла литургия, приуроченная к празднику Вознесения Господня. Событие вызвало негативную реакцию албанской оппозиции и студенчества (храм находится на кампусе Приштинского университета). Брат бывшего премьера Косово Рамуша Харадиная и кандидат на пост градоначальника Приштины — Даут Харадинай от имени ветеранов «Освободительной армии Косово» назвал литургию «оскорблением граждан Косово» и провокацией.
11 июня на стенах храма появились оскорбительные граффити в отношении сербов. Перед храмом днем провели акцию протеста косовоалбанские студенты с лозунгами антисербского содержания. Представители Сербской православной церкви (СПЦ) осудили действия провокаторов.
При съемке клипа для Эры Истрефи собор попал в кадр, этим возмутились в СПЦ. Позже сторона певицы заявила что не было намерения оскорблять сербов, и что у них было разрешение снимать видео у входа в церковь.